# Tratatul de la Breda (1667)

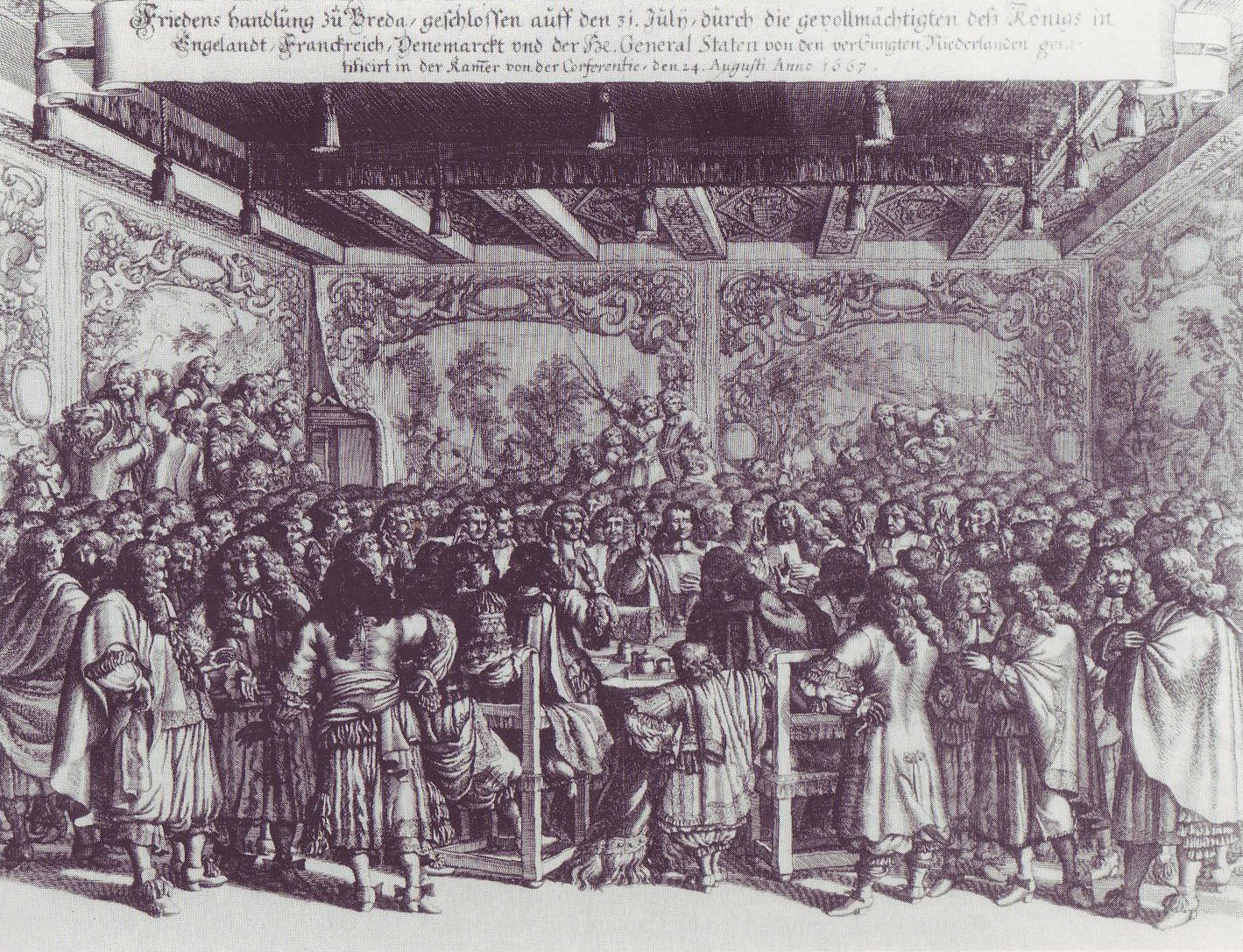
Gravură reprezentând încheierea păcii la Castelul Breda

Tratatul de la Breda a fost semnat în orașul olandez Breda pe data de 31 iulie (Calendarul gregorian), 1667, de Anglia, Provinciile Unite, Franța, și Danemarca. A adus un sfârșit rapid și neconcludent Celui de-al Doilea Război Anglo-Olandez (1665–1667), după ce forțele lui Ludovic al XIV-lea au invadat Țările de Jos Spaniole ca parte a Războiului de devoluțiune, dar a lăsat multe dispute teritoriale nerezolvate.
A fost astfel un tratat rapid și tipic uti possidetis. În ultimele etape ale războiului, olandezii au dominat. 
Amiralul Michiel de Ruyter a controlat practic mările din jurul coastei de sud a Angliei, urmat de Raidul de pe Medway, iar prezența sa a încurajat comisarii englezi să ajungă la pace.
Negocierile, care au fost prelungite mult timp, și care au început în Breda înainte de raid, au durat numai zece zile după reluarea discuțiilor.
În timpul negocierilor, comisarii englezi (Denzil Holles și Henry Coventry) au oferit Noua Olandă în schimbul fabricilor de zahăr de pe coasta Surinamului, care au fost luate de către Abraham Crijnssen în 1667. Partea olandeză a refuzat. În Indiile de Est, olandezii au monopolizat la nivel mondial piața de nucșoară forțând Anglia să renunțe la pretențiile asupra insulei Run. Actul de Navigație a fost modificat în așa fel încât olandezii să primească permisiunea de a face comerț naval cu Germania, dacă bunurile sunt importate peste Rin, în Anglia.
Pentru că căile de comunicare erau lente, datele în care s-au terminat ostilitățile au fost stabilite diferit în alte părți ale lumii: 5 septembrie pentru Canalul Mânecii și Marea Nordului, 5 octombrie pentru alte mări europene, 2 noiembrie pentru coasta africană de nord de la Ecuator și 24 aprilie 1668 pentru restul lumii.
În America de Nord, Acadia s-a întors în Franța, fără a specifica ce teritorii au fost implicate în luptă. Thomas Temple, proprietarul, cu domiciliul în Boston, a primit un charter de la Cromwell, care a fost ignorat în tratat, iar predarea efectivă a fost amânată la sit până în 1670. În plus, cucerirea Noii Olande de britanici a fost confirmat la 21 iulie 1667, care au fondat coloniile New York, New Jersey, Pennsylvania, și Delaware.
În Caraibe, insula Saint Kitts a fost re-împărțită între forțele engleze și franceze.
Cea mai completă relatare despre război a fost publicată inițial în olandeză, apoi în franceză în 1668 ca Description exacte de tout ce qui s'est passé dans les guerres. Acesta conține o listă a navelor olandeze și a bunurilor pierdute în America de Nord. Olandezii au comemorat Tratatul de la Breda cu o gravură patriotică.
Părțile au convenit să amâne negocierile despre Orkney (1468) și Shetland (1469) până la o viitoare ocazie.
Asediul de la Breda (1624) a fost un eveniment separat, în războaiele olandeze de eliberare, care a fost comemorat de Diego Velázquez în tabloul Predarea Bredei, pictat în 1635. 